# ボンネット (自動車)

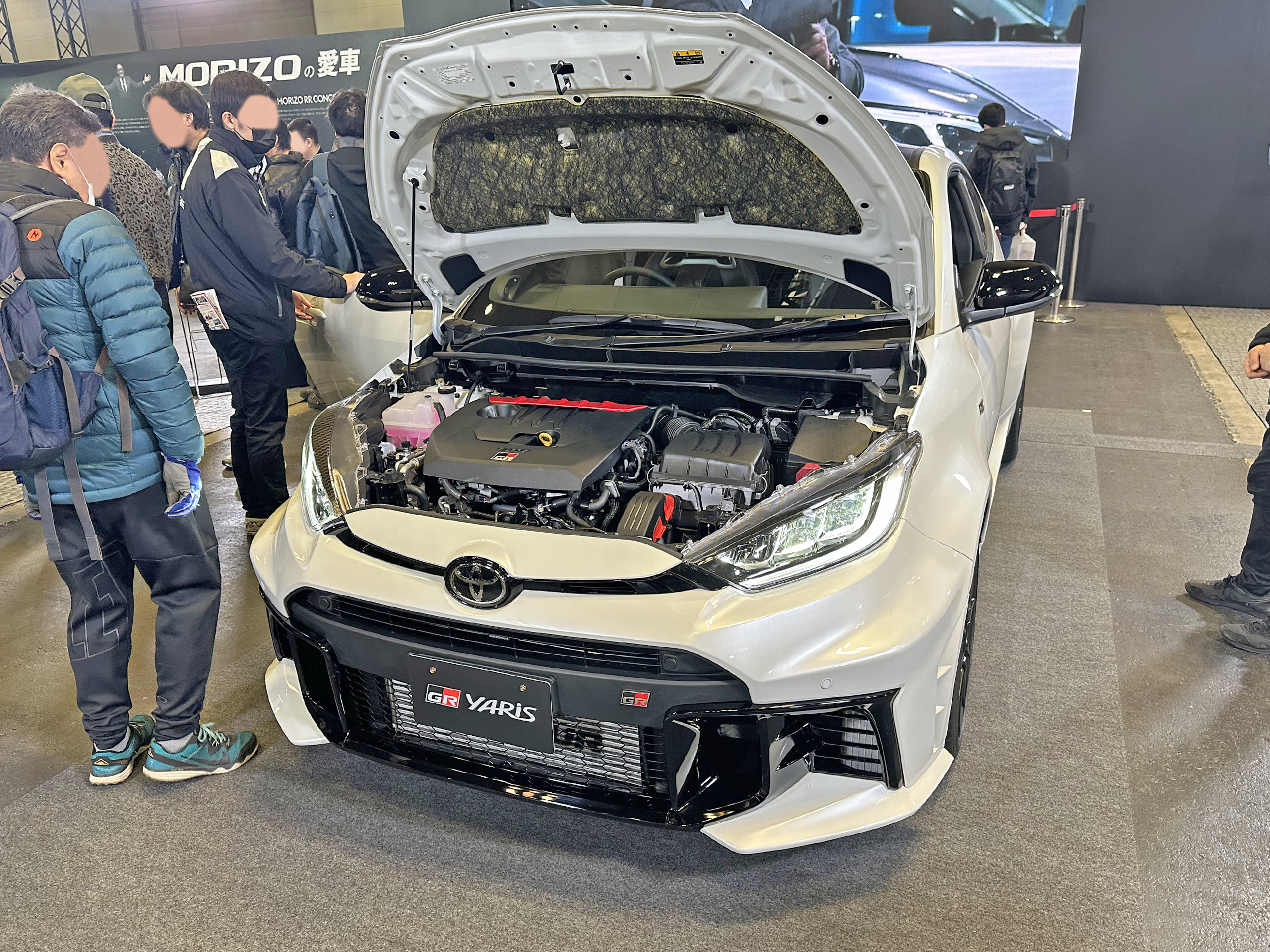
一般的に、車体前方にエンジンがある車のボンネットは、カウル付近もしくはフロントフェイス上端付近にあるヒンジで開閉する
（画像は後者（アリゲーターボンネット）の例、トヨタ・GRヤリス）

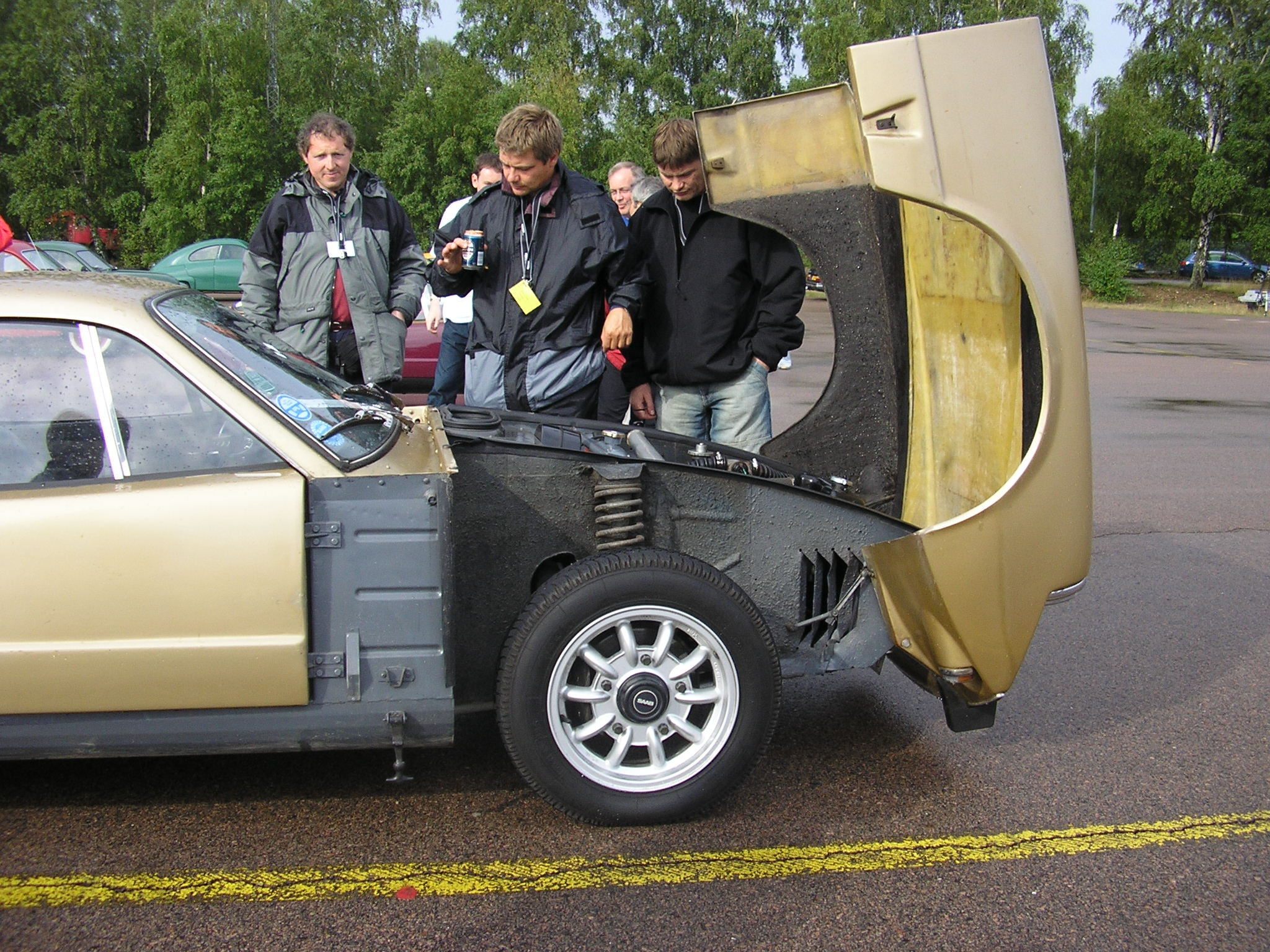
ボンネットを上方に開くことでエンジンルームに容易にアクセスが出来る(サーブ・ソネット)

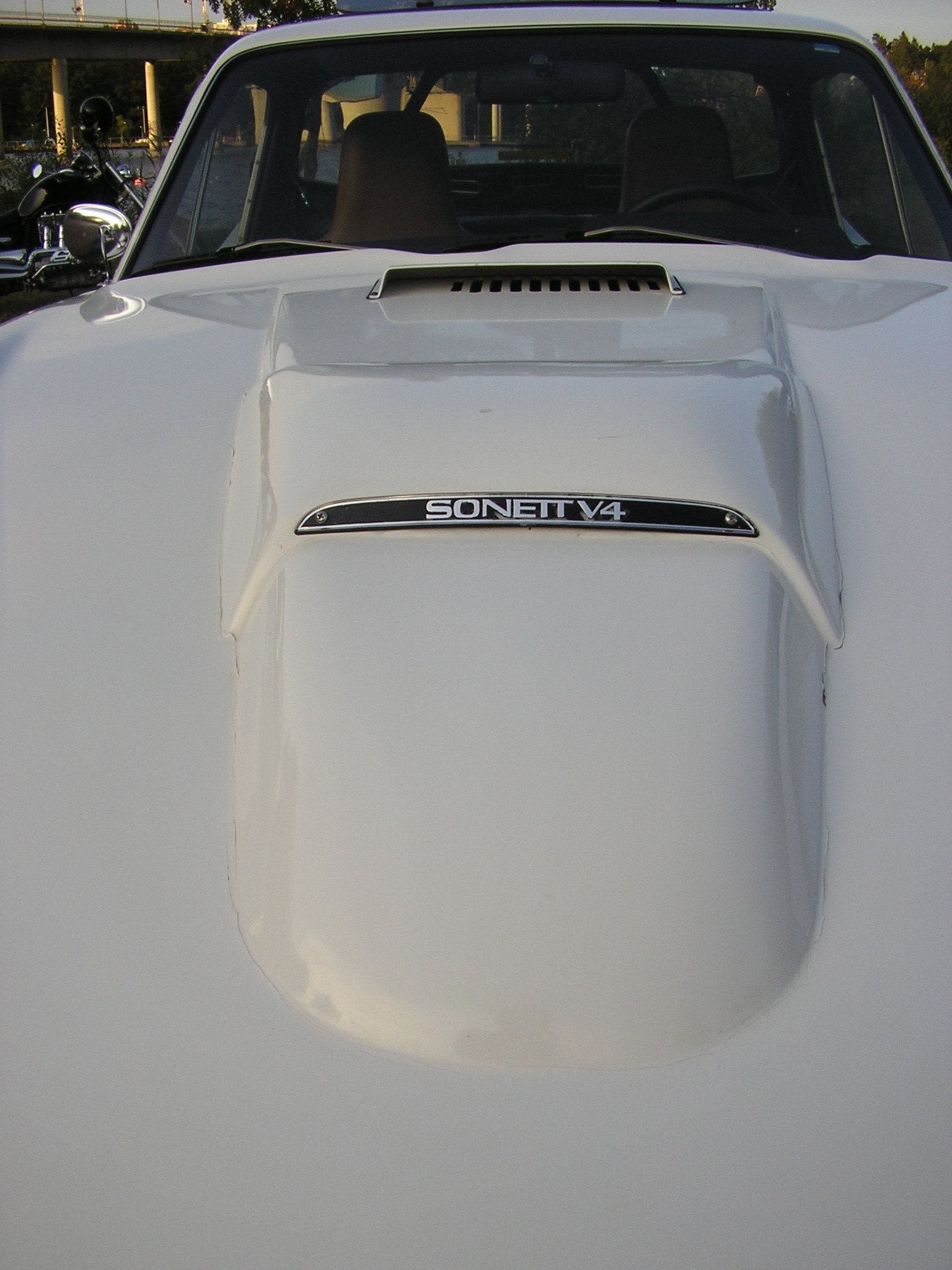
いくつかのボンネットには、内部のエンジンやエアクリーナーケースの形状に合わせたパワーバルジが備えられており、ボンネットの美観を高めることができる。(サーブ・ソネット)

ボンネット(アメリカ英語: Hood（フッド）、イギリス英語: Bonnet)とは、自動車のエンジンの上に備えられたヒンジ式のカバーである。

## 歴史
英語圏ではエンジンフードやエンジンリッドの名称も用いられるが、日本では一般的にボンネットの名称が用いられる。英語圏でもアメリカとイギリスで用語が異なる理由としては、英国の用語ではフードとは乗員が搭乗するキャビンの屋根に被せられた布製のカバーのことを示すためである。
1930年代から1940年代までに作られた自動車では、キャビンの屋根であるフードとエンジンルームの蓋であるボンネットは構造上もその機能的な位置づけも類似していて、悪く言えば両者ともただの覆いに過ぎない存在であったため、必要に応じて開閉と同時に取り外すこともできた。近代的な自動車では、両者は覆いという元の目的そのものは同じであるものの、空力特性の改善、キャビンの気密性の向上、エンジンルーム内の保温性または排熱性などの様々な機能性を持たせるために、ボディと一体化して特化した機能性を持つ存在となり、もはや両者は構造上は類似性が見られないものとなっている。
ボディタイプとして、キャブオーバーの対義語として用いられる場合もある。この場合はエンジンがキャビン（客室空間）の前方に配置されている形式を指す。

## 概要
乗用車では、ボンネットは内側に隠されたラッチ（掛け金）によって固定されている場合がある。アフターマーケットパーツとしてのボンネットを装着したモータースポーツ競技専用車両や、チューニングカーでは、ボンネットはボンネットピン（フードピン）によって固定されている場合がある。
ボンネットにはウインドウウォッシャー噴射口の他、フードクレストマーク、エアスクープ、パワーバルジなどが備えられる場合がある。特にエアスクープはインタークーラーやターンフローエンジンのインテークマニホールド冷却風導入口、エンジンルームからの熱風排出口、エアクリーナーボックスへの吸気口、あるいは単なる装飾目的でのダミーダクト装着までさまざまな目的で取り付けられ、その車両のスポーティイメージの向上としても利用される。
ボンネットは通常、ボディと同じく鉄鋼で作られる事が多いが、近年では軽量化の目的からアルミニウムも急速に自動車製造メーカーの中で採用が広がっている。アフターマーケットパーツメーカーの間では、FRP、ウエットカーボン、ドライカーボンなどの繊維強化プラスチック製のボンネットが製造されることもある。

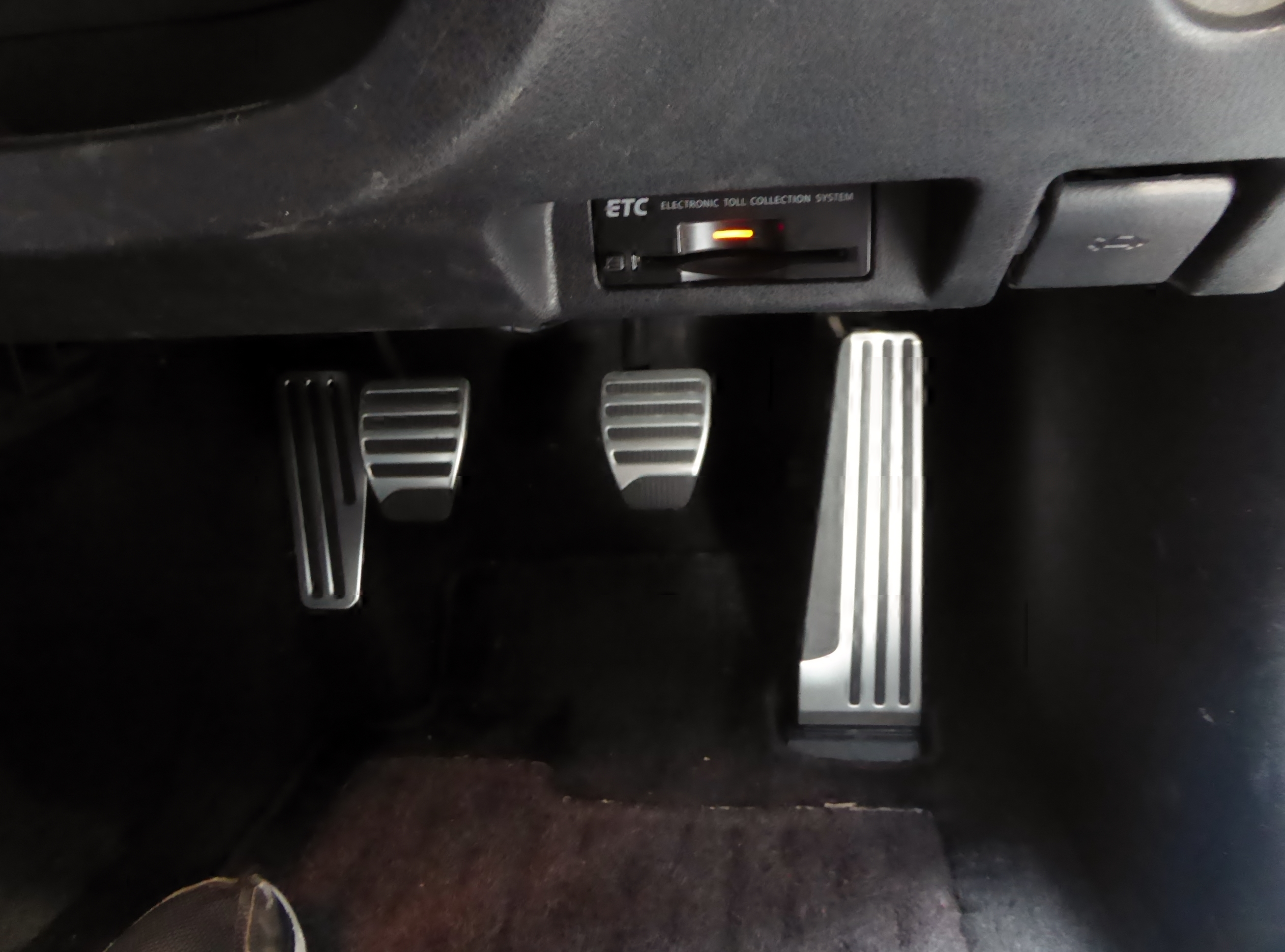
写真右上、運転席下部に設けられたボンネット開閉レバー（エンジンフードオープナー、日産・フェアレディZ）

ボンネットは通常、室内からワイヤで連結されたレバーを引くことでラッチを解除し、ゴムシールがボンネットを押しのけることでわずかに開き、後は人力にてボンネットを押し上げる構造を採っていることが多い。ラッチは一種の二重ロック構造となっており、レバーを引いてボンネットがわずかに開いた際に一度ラッチの爪に引っ掛かって停止するため、開いた隙間に手を入れてラッチを手動で再解除することで完全に開くことが可能となる。これは、走行中などに何らかの理由でドライバーの意図しないタイミングでラッチが解除されてしまった場合、風圧で完全にボンネットが開いてドライバーの視界を奪う危険な事態が発生することをある程度予防する効果がある。
ボンネットを完全に開いたのちは、何らかの方法で開いた状態を保持する必要がある。かつては金属製のつっかえ棒状の支持棒で保持する例が大半であったが、欧州車を中心に、ボンネットヒンジ部分にスプリングを用いて開いたボンネットを自動保持する構造が採用され始め、後にはハッチバックなどのリアゲートにも用いられるガスダンパーがボンネットダンパーとして採用されるようになった。ボンネットダンパーはスプリング構造のような複雑な部品構成を必要としない反面、経年劣化によりガス抜けなどで保持力を失うことが欠点である。日本車では高級車に限られる。
アフターマーケットパーツとしての繊維強化プラスチック製のボンネットの場合、ボンネットダンパーの圧力に部材が耐えられず破損の原因となることがあり、また極限の軽量化を図るために金属製の内蔵型支持棒すらも廃する場合もあり、こうした場合、ボンネットを開いた際にはドライバーや整備士は、ボンネットのヒンジ付近に木製や金属製の突っ張り棒を直接あてがうことで代用としている。
ボンネットの開く方向はその車体のデザイナーの趣向、あるいはパワープラントの設計者の趣向に完全に依存しており、キャビン前方にエンジンが置かれるレイアウトにおいては、キャビン側にヒンジが置かれ車体前方から後ろに向けて開くアリゲーターボンネット、車体前方側にヒンジが置かれキャビン側から車体前方に向けて開くチルトボンネットのいずれかが大半である。どちらのレイアウトがより優れているかは統一された見解は存在しないが、ボンネットのレイアウトによってエンジンルーム内の整備性の優劣は大きく左右される場合はある。一般的にアリゲーターレイアウトの方が整備性はより高くなり、チルトレイアウトの方が走行中に突然ボンネットラッチが破損・故障などで解除された場合のリスクはより小さくなる。
稀にシュコダ・ラピッドのようにフェンダー側にヒンジが置かれ車体左側から右側に向けて開く特殊なレイアウトも見受けられる。上方写真のサーブ・ソネットのように、フェンダーも含めてフロントのボディ全体が開く場合もある。
プライベーターによるチューニングや、カーエアコンを掛けた状態で長時間顧客待ちを行うハイヤーの場合、しばしばエンジンルーム内の換気性向上、およびラジエーター冷却能力補助の目的で、アリゲーターレイアウトの場合にはボンネットヒンジとボンネットの間にスペーサーを挟み込み、チルトレイアウトの場合にはラッチの金具そのものを浮かせることで、ボンネットの後方を数センチ程度ボディから浮かせる手法が行われる場合がある。このような手法はエンジンルーム内への雨水の侵入が防げなくなり、不適切な施工を行った場合にはボンネット自体の開閉性に悪影響を与えるデメリットはあるが、走行中の換気性能の向上は一定程度見込むことができる。

## 衝突安全性
日本とヨーロッパでは、近年になって自動車人身事故の際にボンネットによる歩行者の頭部外傷の度合いに限度を設ける規制(自動車アセスメント (日本))が実施されている。そのため、これらの国では近年ではボンネットに何らかの突起物を設けたり、鋭角的なボディラインを描くこと自体が避けられている傾向がある。こうした規制の中でフードクレストマークが一時的な衰退を見せ、フェンダーミラーやガラス製ヘッドランプ、リトラクタブルヘッドライトは姿を消していくことになった。しかしながら、これらの規制はより高度なボンネットデザインの開発に寄与している。マツダ・RX-8などいくつかの車両では、ボンネットの内側に特殊な形状のインナーパネルを張り付けていることで、歩行者への外傷を最小限とする工夫がなされている。さらに日産自動車が2007年から「ポップアップエンジンフード」というバンパーに内蔵されたセンサーが歩行者との衝突を検知すると、コントロールユニットが火薬式のアクチュエーターを作動させて、エンジンフードの後端を持ち上げて、その下の部品(エンジンなど)との空間を広く保ち、歩行者の頭部への衝撃を緩和する装置を一部車種に搭載している。2012年に登場したボルボ・V40には、量産車世界初採用として「歩行者用エアバッグ」を搭載、7つのセンサーを用いて時速20〜50kmの速度域で歩行者と衝突した場合に作動し、ボンネット後端からエアバッグが展開する仕組み。

## 様々なボンネット
日本特有の呼称事情として、いわゆる3ボックスないし2ボックスの車両の、キャビンの前方に配置されたリッド（蓋）は、エンジンフードでなくともすべてボンネットと呼ぶ状況がしばしば見受けられる。これは特に自動車業界に関わっていない一般人の間で広くみられる傾向であり、新規格軽トラックに多く見られるセミキャブオーバーの前車軸上のフロントリッドや、トヨタ・MR2などをはじめとするミッドシップ車のトランクリッドも、一括してボンネットと呼ばれる場合がある。逆にエンジンフードとして機能する蓋は車体の何処にあっても、どのような形状であっても一括してボンネットと呼ばれる場合もある。
キャブオーバーの大型トラックの場合には、エンジンがキャブの下にあるためボンネット自体は存在せずチルトキャブと呼ばれる機構で、キャビン全体を斜め前方に跳ね上げることでエンジンの整備を行う。
小型トラックや軽トラックに多い、チルトキャブを持たないキャブオーバートラックの場合、その多くは座面を跳ね上げたり取り外したりすることでエンジンの整備が行え、この座面（キャブの床）がエンジンフードを兼ねていると言える。軽トラックの中でもミッドシップを採用するホンダ・アクティは、荷台のねじ止めされた金属製の蓋（メンテナンスリッド/サービスリッド）を開けてエンジンにアクセスする仕様である。このようなねじ止め式の蓋はリアエンジンを採用するスバル・サンバーにもみられるが、サンバーの場合には更に下ヒンジのバンパー自体を後方に開けてエンジンにアクセスできる仕様となっており、バンパーがエンジンフードを兼ねているともいえる。またフロントエンジン車でもDC51T/DD51T型スズキ・キャリイのようにキャブ床と荷台の両方にメンテナンスリッドを備える例がある。(なお4WDのDD51Tはエンジンそのものがフロントミッドシップといえるほど後方にあり、ここを開けないとエンジン後部へのアクセスが非常に困難になる。)
オートバイの場合には、エンジン周辺または車体全体にフェアリング(カウル)を備える車体、例えばツアラーの一部や、多くのビッグスクーターにおいて、フェアリングの一部やメットインスペースの内部にエンジン整備用のメンテナンスリッドを備えている場合がある。

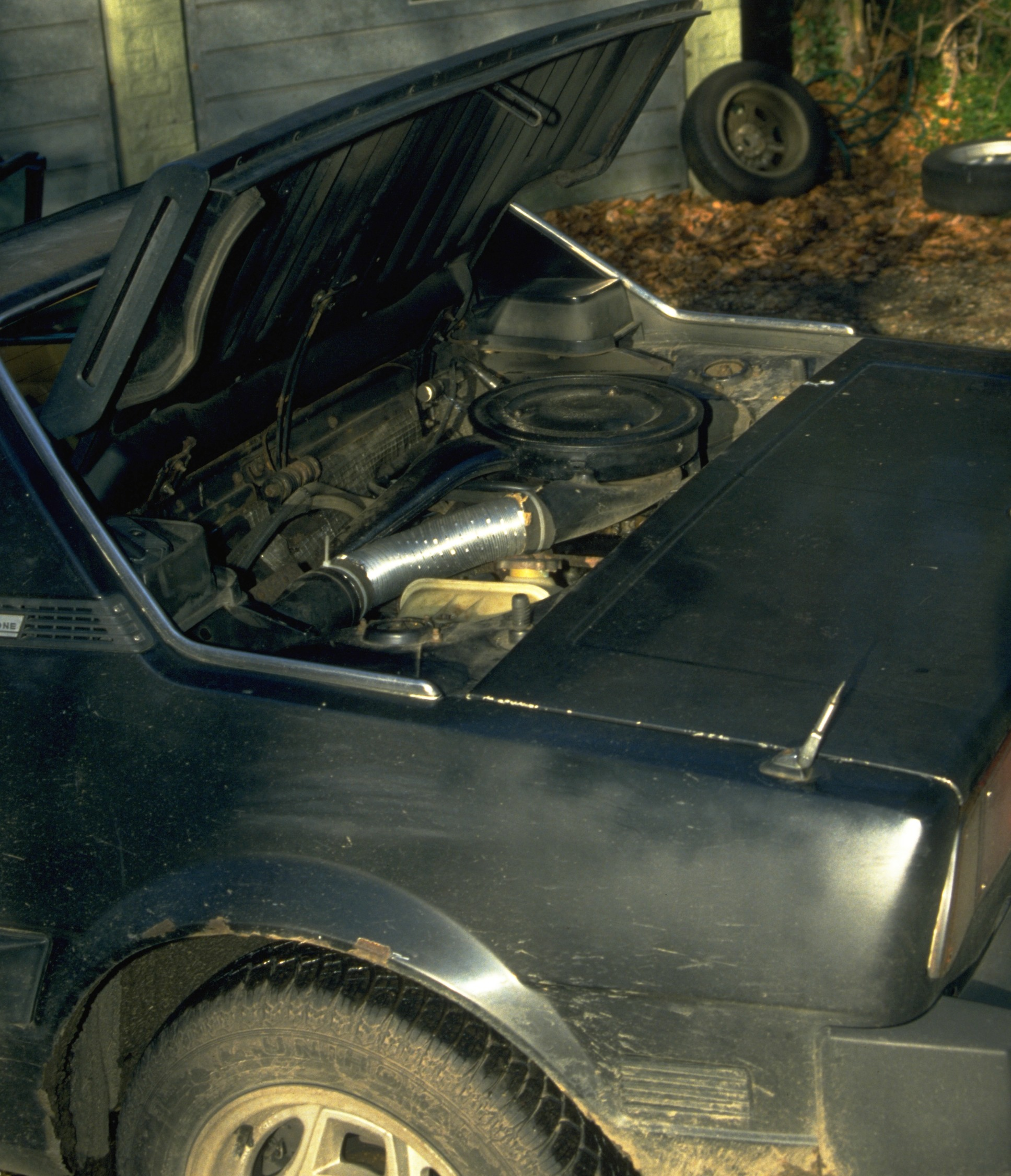
車体後部のエンジンフードの例、フィアット・X1/9。ミッドシップ特有のこのようなリッドを持つ場合は、エンジンフードやメンテナンスリッドと呼ばれることの方が多い。
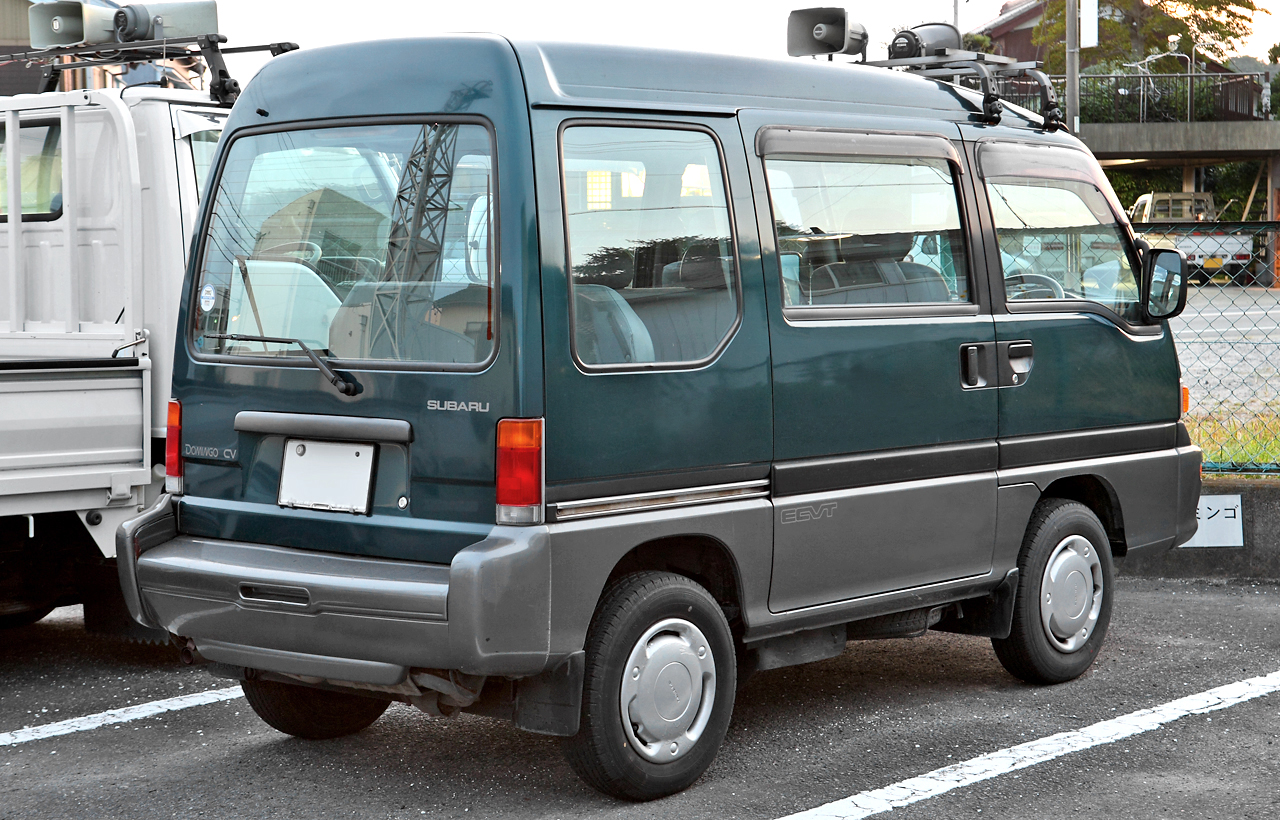
車体後部のエンジンフードの例、スバル・ドミンゴ。姉妹車のサンバー共々バンパーを開くことでエンジンにアクセスできるリアエンジンでも特に稀有な構造であり、すでにエンジンリッドとの境界すら曖昧となっている例である。
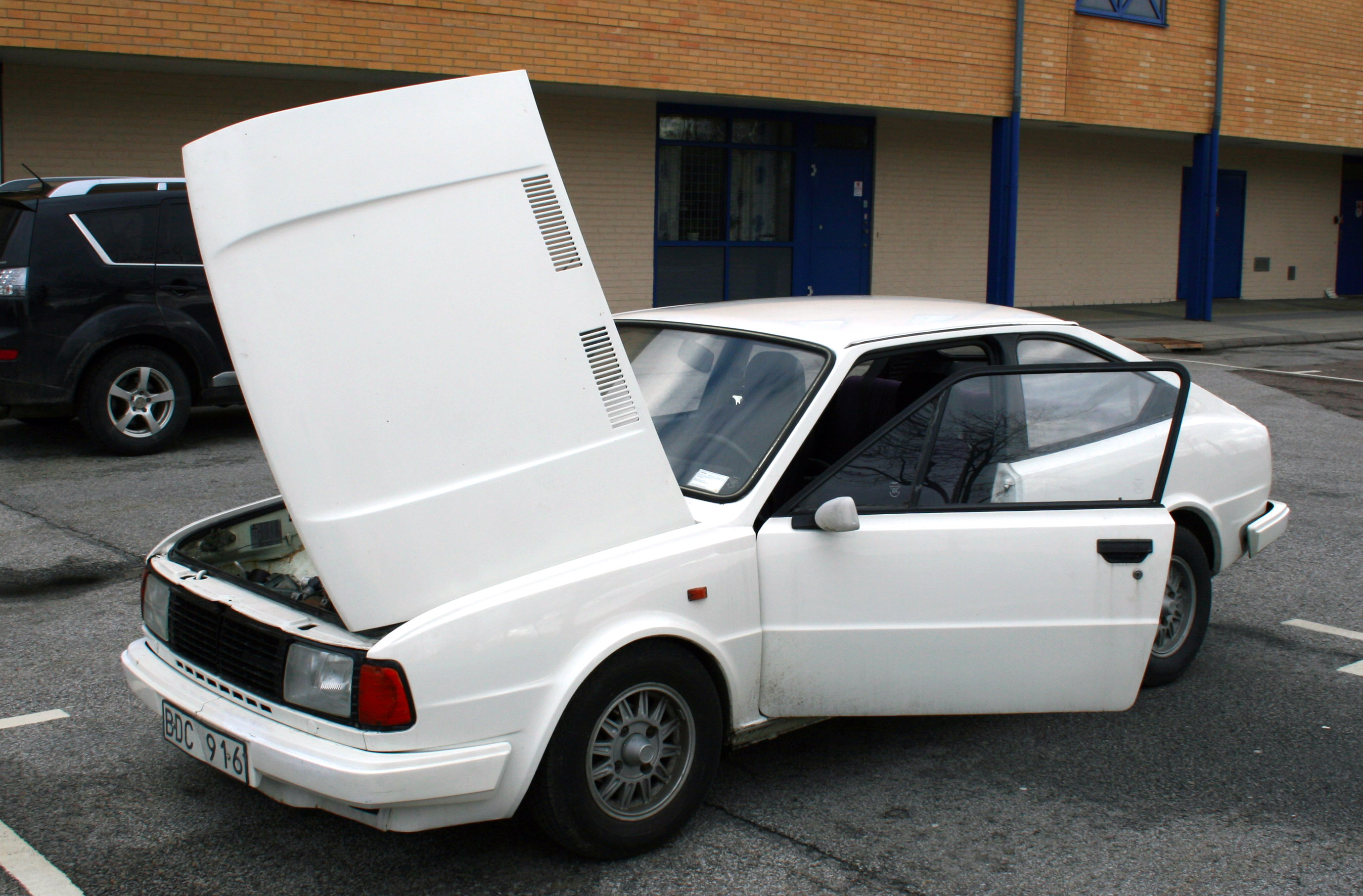
世界的にも珍しい横開きトランクリッドを持つシュコダ・ラピッド。こうした荷室の蓋も日本ではボンネットと呼ばれる場合がある。
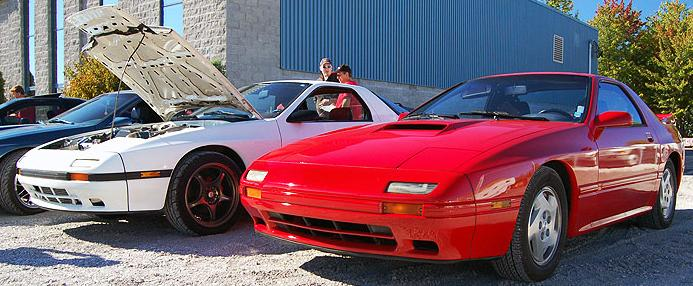
エアスクープが装着されたボンネットの例、マツダ・サバンナRX-7(FC3S)。インタークーラー冷却用であり、北米向け自然吸気車（写真では左の白い車体が相当）には存在しない。
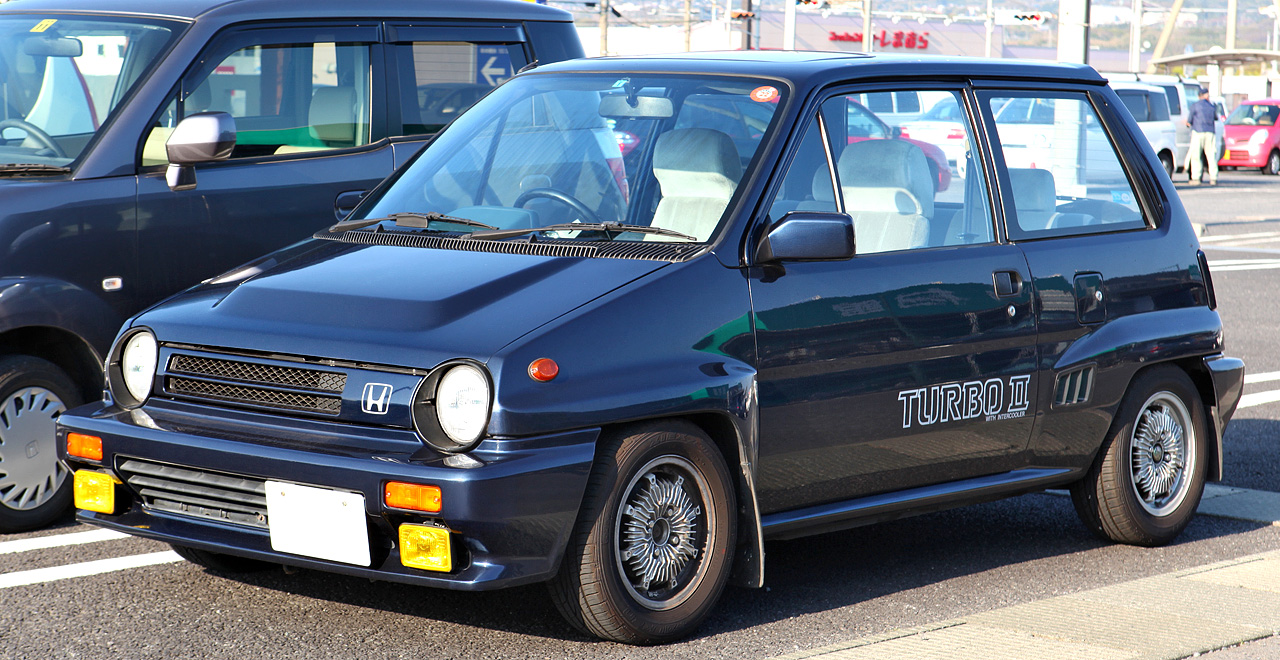
パワーバルジが装着されたボンネットの例、ホンダ・シティターボII。こちらもNA車には存在しない。
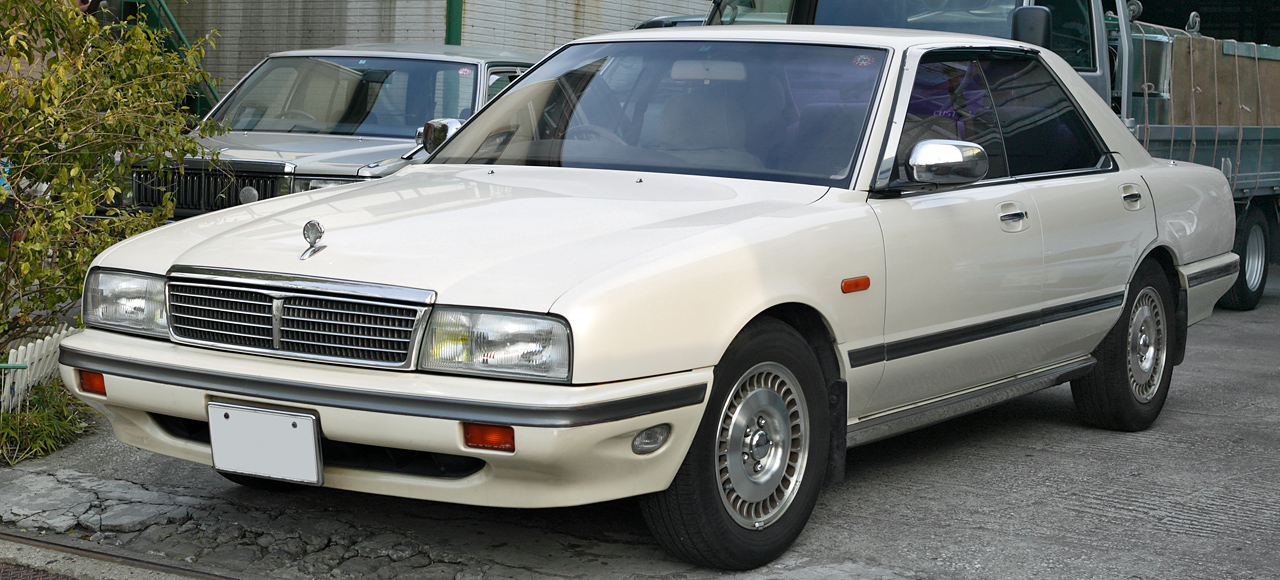
フードクレストマークが装着されたボンネットの例、日産・シーマ(FPY31)
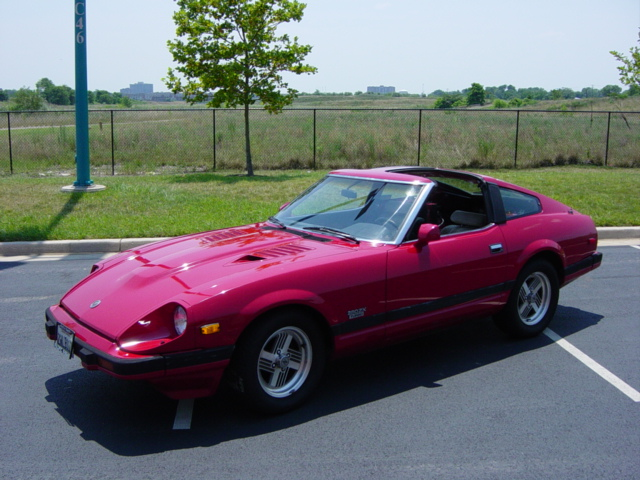
エンジン冷却用エアスクープ(en:NACA duct)装着例、日産・フェアレディZ(S130)。ターンフローの日産・L型エンジンの中でもハイチューン仕様特有の装備である。
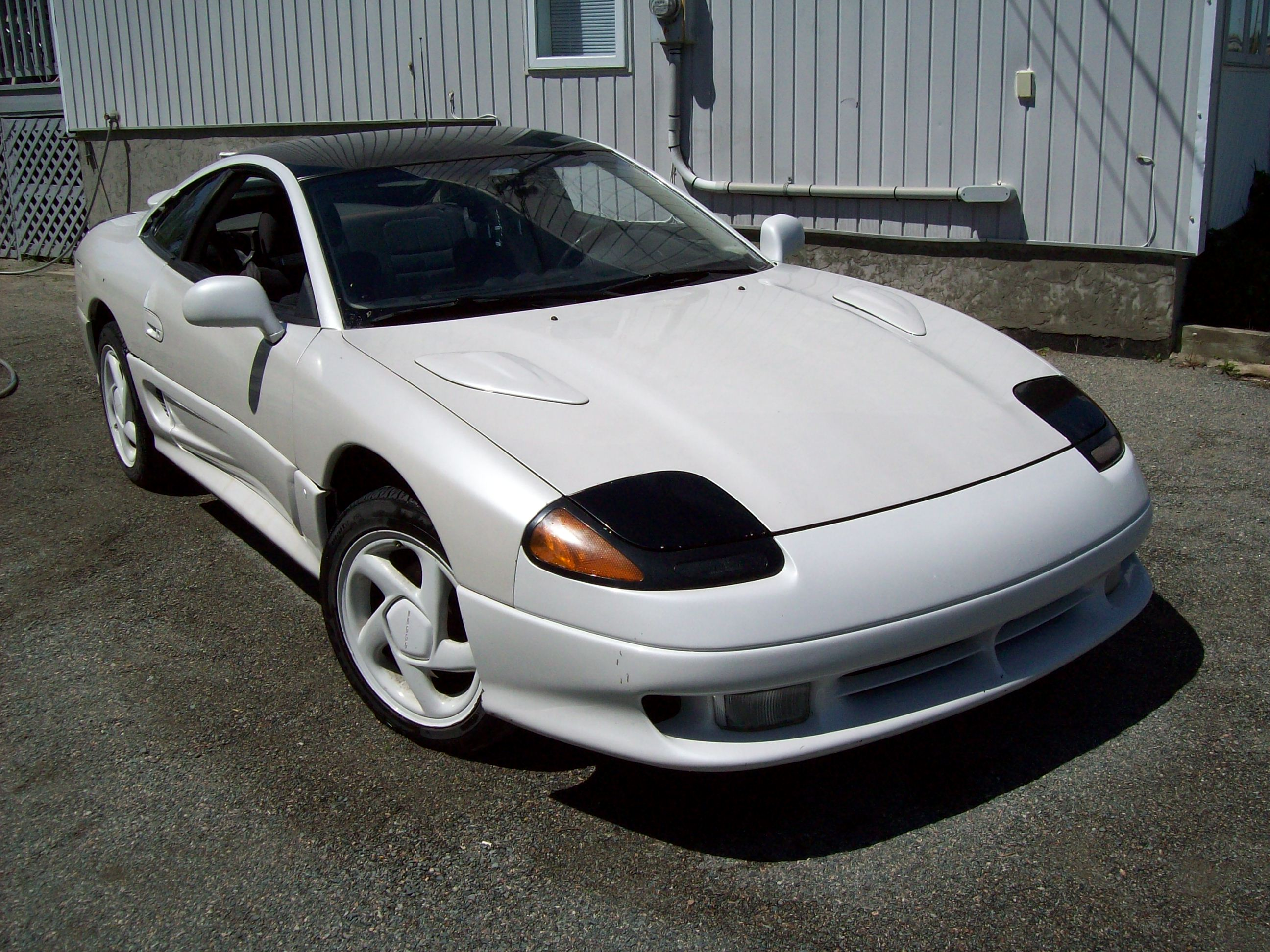
排気専用エアスクープ装着例、ダッジ・ステルス。
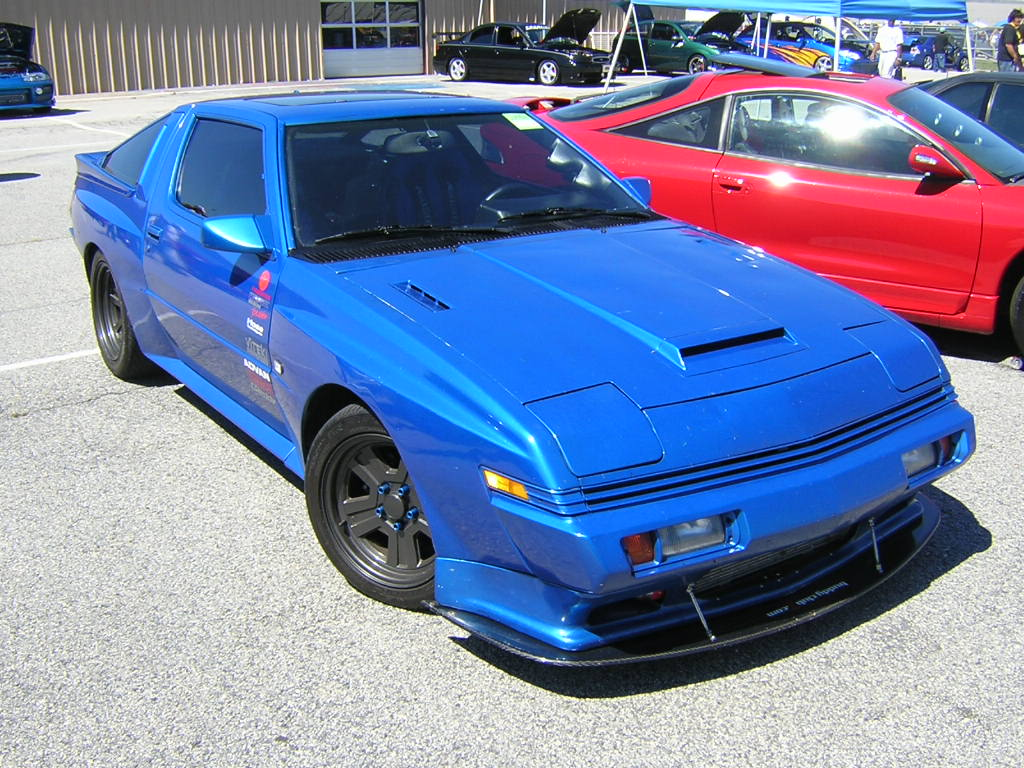
ダミーとしてのエアスクープ装着例。三菱・スタリオン初期型。元々エアスクープ自体がインタークーラーとは関係ない位置についていたため、初期型NA車および後期型全車では省略された。
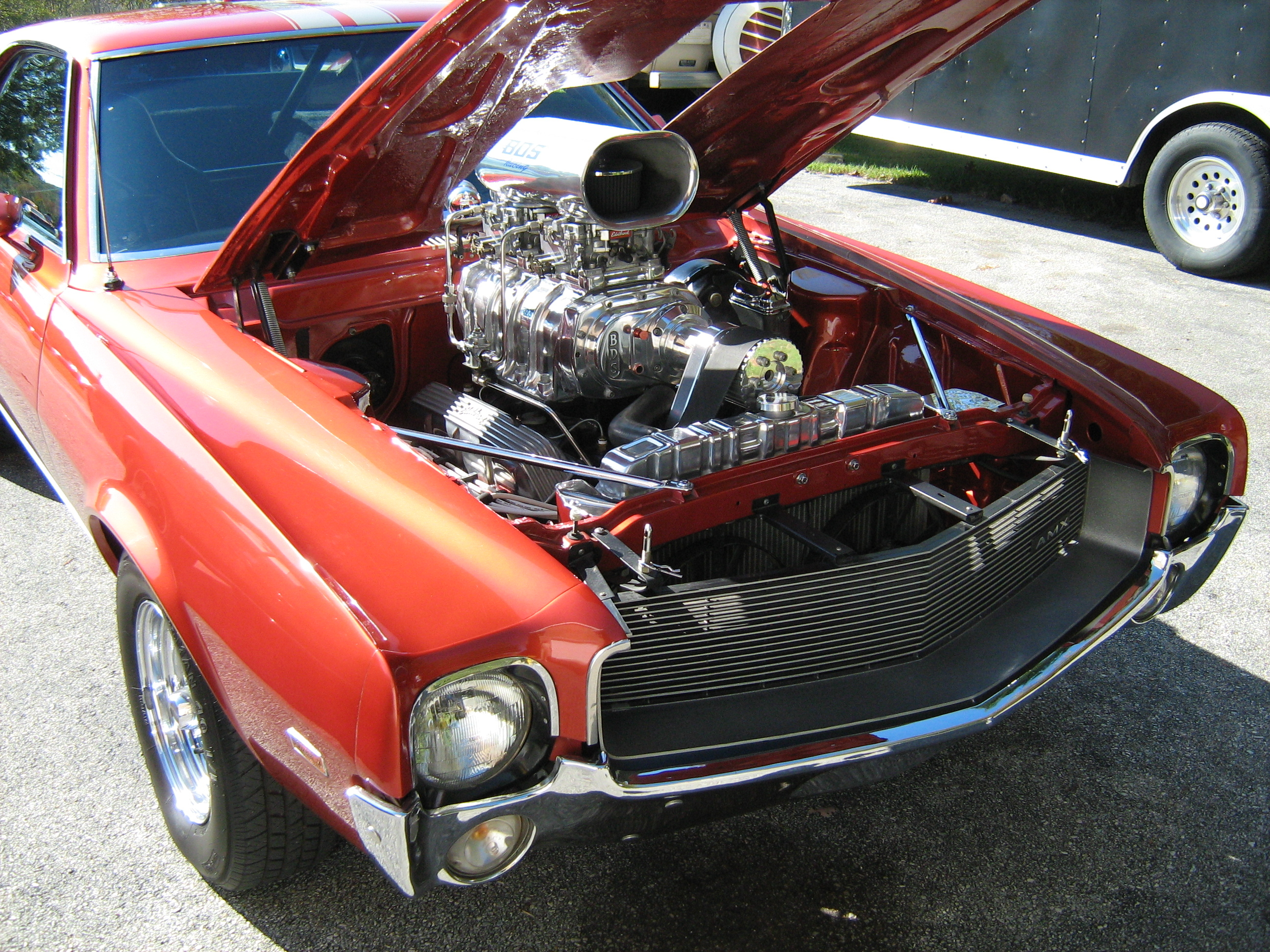
社外品のスーパーチャージャーでキャブレターターボ仕様としたAMC・AMX。パワーバルジでも間に合わないほど巨大な補機を装着する場合には、しばしばボンネットには穴があけられる。
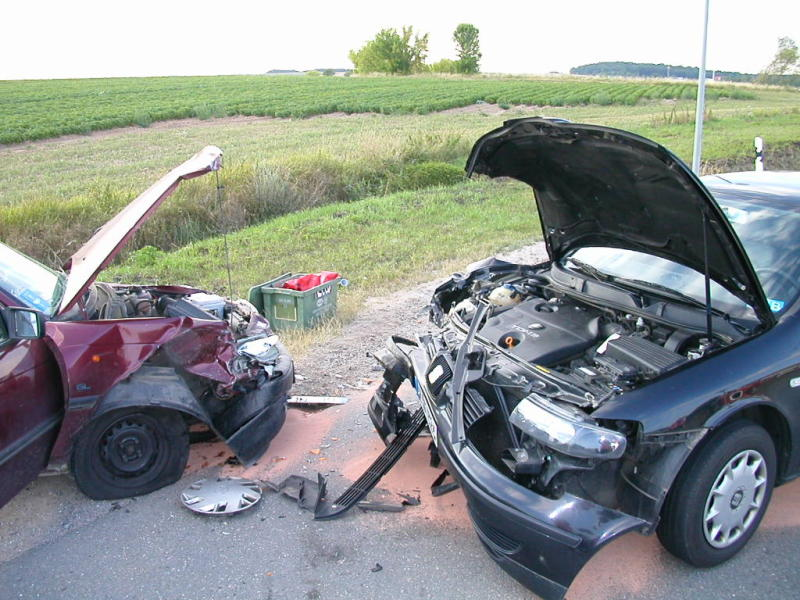
交通事故。救助活動や事故処理作業と並行して車両火災予防のために、バッテリー配線が切断されボンネットは外部から強制的に開放されることが多い。